# فرودگاه وایلی پست
فرودگاه وایلی پست  (به انگلیسی: Wiley Post Airport) یک فرودگاه همگانی باربری با کد یاتا PWA است که یک باند فرود بتن دارد و طول باند آن ۱۲۸۴ متر است. این فرودگاه در شهر اکلاهما سیتی کشور ایالات متحده آمریکا قرار دارد و در ارتفاع ۳۹۶ متری از سطح دریا واقع شده است.